# Julius Oppert
Julius (Jules) Oppert (født 9. juli 1825 i Hamborg, død 21. august 1905 i Paris) var en fransk orientalist af tysk herkomst. Han var bror til Gustav Salomon Oppert.

## Liv og gerning
Han studerede først jura, men kastede sig tillige over orientalske sprog, og snart helligede sig helt dem. I 1846 tog han doktorgraden i Kiel med afhandlingen: De Jure Indorum criminali, hvorpå han i 1847 udgav Das Lautsystem des Altpersischen. Dette Skrift, i hvilket han bragte tydningen af den oldpersiske kileskrift et skridt fremad, vakte megen opmærksomhed, ikke mindst i Frankrig, hvor fremfor alle Eugène Burnouf sammen med Jean-Antoine Letronne og Jules Mohl søgte at hjælpe ham fremad: han fik ansættelse som lærer i tysk og engelsk ved højere skoler i Laval og Reims, mens han samtidig fortsatte sine orientalske studier.
I Frankrig kastede han sig snart over den assyriske kileskrift. Han udnævntes i 1851 til deltager i den store ekspedition til Babylonien og Assyrien, der lededes af Fulgence Fresnel og Félix Thomas, men fra hvilken Oppert alene skulle komme tilbage. Efter at have opholdt sig i disse lande til 1854 beskrev han udbyttet af sine undersøgelser i Expédition Scientifique en Mésopotamie (1857—64), der bragte assyriologien et godt skridt fremad.
I 1858 tolkede han den babylonske indskrift fra Borsippa, lige som han i Journal Asiatique skrev om den persiske kileskrift. Sammen med Joachim Menant tolkede han i 1863 den længste af de af Paul-Émile Botta opdagede tekster Les Fastes de Sargon. I Paris blev han i 1857 professor i sanskrit ved Nationalbiblioteket og i 1874 professor i assyriologi ved Collège de France. I 1859 udgav han en Grammaire Sanscrite (2. udgave 1864) og i 1860 Élements de la Grammaire Assyrienne (ny udgave 1868).
I Annales de Philosophie Chrétienne udgav han i 1866 Histoire des Empires de Chaldée et d'Assyrie. Han har brudt mange ny baner for assyriologien, således 1877 ved sine Documents juridiques de l’Assyrie et de la Chaldée. I 1879 udgav han Le peuple et la langue des Mèdes, hvori han nedlagde resultaterne af sine granskninger over sproget i den anden kolonne af achæmenidernes tresprogs-kileindskrifter.

## Hædersbevisninger
Det franske institut belønnede hans fortjenester inden for assyriologien, hvilken ny videnskabs grundlæggelse væsentligst skyldes Oppert og sir Henry Rawlinson, ved 1863 at tildele ham den af Napoleon 1. grundede store pris på 20.000 franc, lige som det 1881 optog ham som medlem.

## Forfatterskab
- L'Immortalité de l'âme chez les Chaldéens (1875)
- Salomon et ses successeurs (1877)
- Doctrines juridiques de l'Assyrie et de la Chaldée (1877, sammen med J. Menant).

I Akademiets skrifter, i Journal Asiatique og mange andre videnskabelige, såvel franske som tyske tidsskrifter findes mange afhandlinger af Oppert om forskellige assyriologiske emner med mere.